# Йа криветко
Йа криве́тко (также известен как Йа криве́дко, Йа креве́дко, Йа кребедко) — эрратив от «Я креветка», популярный интернет-мем, произошедший от известной цитаты на «цитатнике Рунета» bash.org.ru, опубликованной 9 февраля 2007 года.

## Текст оригинальной цитаты
DreamMaker: Да…конечно лекция по физике у нашего препода довольно увлекательное и серьезное мероприятие… Но когда перед тобой на парте красуется надпись: «ЙА КРИВЕТКО!»……
— Bash.org.ru, цитата № 104726

## История
Оригинальная надпись была сделана на парте в аудитории одного из институтов. Мем знаменит одной из самых высоких скоростей набирания популярности: спустя 17 минут после публикации на Башорге упоминание о криветко появилось в Живом Журнале, а через 11 с небольшим часов на данном блогохостинге появился аккаунт ya_krivetko. Интернет наполнился фотографиями парт с надписями «йа криветко», которые уже были созданы позже оригинала. В марте 2007 года популяризации мема помогла переделка хита группы Кипелов «Я свободен» на креветочный мотив. Первое упоминание мема в Твиттере появилось весной 2007 года, тогда данное словосочетание употребила программист из Санкт-Петербурга. В номере журнала «Компьютерра» от 16 августа 2007 года появилась статья, озаглавленная «Йа мобилко», в которой шутки ради подобный слоган предлагался компании «Apple» для продвижения iPhone на российском рынке. 1 января 2008 года в юмористической телепередаче «Большая разница» на Первом канале «Йа креведко» стало названием вымышленного падонковского перевода научно-фантастического романа А. Беляева «Человек-амфибия». Большинство популярных картинок с изображением мема были созданы в апреле 2008 года. В декабре 2008 года фразу «йа криведко» использовала фирма «Ледово» в качестве рекламы своей продукции, после чего мем засветился в средствах массовой информации. Пик известности мема пришёлся на 2007—2008 годы, со второй половины 2009 года наметился спад его популярности.
Мему «Йа криветко» посвящено LifeJournal-сообщество ru_krevedko, созданное в 2007 году. На 2016 год популярность мема в Рунете всё ещё сохраняется, и время от времени о нём вспоминают во время громких событий, например, существует вариация «криветки» с Je suis Charlie.

## Анализ мема
Словосочетание «йа криветко» привлекает к себе внимание своей несуразностью; как и в меме «превед», в криветке можно обнаружить зачатки поэтичности. Максим Кронгауз отметил, что у мема имеется несколько вариантов написания: изначальный «йа криветко», и изменённые — «йа креветко», «йа криведко» и т. д. Наряду с оригинальным написанием распространён также вариант «йа криведко»; вероятно, его популярность обусловлена созвучием с «Превед, медвед!». Производными от «йа криветко» считаются «йа катлетко», «йа табуретко», «йа нимфетко», «йа касманафтко», «йа мобилко», что породило частое использование в интернет-дискуссиях суффикса -ко. Вместе с суффиксом -ег (например, «мальчег»), суффикс -ко прочно вошёл в жаргон падонков.
По мнению Кронгауза, изначальный смысл «йа криветко» состоял в самоуничижении, примерке на себя роли тщедушной креветки и ухода от реальности. На данную фразу проецировалось состояние, в котором находился студент, сидящий на физической лекции, ничего, однако, не уразумевающий как бы отсутствующий в объективной действительности. Мем контекстуально зависим от ситуации, выражение «йа криветко» уместно употреблять в том случае, когда пользователь чувствует себя растерянным. Однако, во время наивысшей популярности мем используется в отрыве от контекста вкупе с самыми разными изображениями, что наталкивает на мысль о проникновении мема в другие контексты. К примеру, перепев Кипелова на криветочный лад не оправдан изначальным смыслом «криветки», так как свобода не сочетается с самоуничижением. На первый взгляд, делается это исключительно ради веселья, потому что возможна поэтическая замена одних слов другими в рамках стихотворного размера песни «Я свободен», но специалист понимает, что подобным способом мем осваивает новые коммуникативные территории, размножаясь через умы применяющих мем людей, согласно теории мемов Докинза. Кронгауз считает, что в меме «йа криветко» усматриваются ямбические начала.